# Brian Bellows
Brian Edward Bellows, född 1 september 1964 i St. Catharines i Ontario, är en kanadensisk före detta professionell ishockeyspelare som spelade i NHL från 1982 till 1999 för Minnesota North Stars, Montreal Canadiens, Tampa Bay Lightning, Mighty Ducks of Anaheim och Washington Capitals. Han vann Stanley Cup med Montreal Canadiens säsongen 1992–1993.

## Junior
Brian Bellows spelade juniorhockey för Kitchener Rangers i OHL. 1982 var han med och vann Memorial Cup med Rangers i ett lag där också Al MacInnis och Scott Stevens spelade. Bellows ansågs vara en mycket lovande spelare och valdes som 2:a spelare totalt i NHL-draften 1982 av Minnesota North Stars.

## NHL
Bellows debuterade i NHL säsongen 1982–1983. På 78 matcher för Minnesota North Stars gjorde han 35 mål och 30 assist för totalt 65 poäng. Han fortsatte att vara en offensivt produktiv spelare för North Stars och gjorde 41 mål och 42 assist sin andra säsong i ligan. I Stanley Cup-slutspelet 1984 nådde North Stars semifinal där man förlorade med 4-0 i matcher mot Edmonton Oilers.
Säsongen 1989–1990 nådde Bellows sin topp poängmässigt då han gjorde 55 mål och 44 assist för totalt 99 poäng. I slutspelet åkte Bellows och hans North Stars ut i åttondelsfinalen mot Chicago Blackhawks med 4-3 i matcher.
Säsongen efter, 1990–1991, vann Minnesota North Stars endast 27 matcher i grundserien. Brian Bellows kom tvåa i lagets interna poängliga med 75 poäng på 80 matcher. I första rundan av slutspelet slog Minnesota överraskande ut favorittippade Chicago Blackhawks med 4-2 i matcher. Sedan vann man i kvartsfinalen mot St. Louis Blues med 4-2 i matcher och i semifinalen slog man ut Edmonton Oilers med 4-1 i matcher. I finalserien mot Pittsburgh Penguins ledde Minnesota med både 1-0 och 2-1 i matcher innan Pittsburgh, anförda av Mario Lemieux, vann tre raka matcher och hela finalserien med 4-2 i matcher. Bellows toppade Minnesotas interna poängliga i slutspelet med 29 poäng på 23 matcher.
Inför säsongen 1992–1993 byttes Bellows bort till Montreal Canadiens. Han gjorde 88 poäng på 82 matcher för Canadiens i grundserien samma säsong. I slutspelet slog Montreal i tur och ordning ut Quebec Nordiques, Buffalo Sabres och New York Islanders innan man stötte på Los Angeles Kings med Wayne Gretzky i spetsen i finalen. Los Angeles vann första finalmatchen med 4-1 men sedan vann Montreal fyra raka matcher och Stanley Cup. Bellows gjorde 6 mål och 9 assist på 18 slutspelsmatcher för Canadiens 1993.
Bellows spelade tre säsonger i Canadiens innan han inför säsongen 1995–1996 byttes bort till Tampa Bay Lightning. Han gjorde 23 mål och 26 assist på 79 matcher för Tampa Bay 1995–1996 innan han åter igen flyttades på i början på säsongen 1996–1997, den här gången till Mighty Ducks of Anaheim. Bellows spelade i Mighty Ducks säsongen ut och gjorde 15 mål och 13 assist för laget.
Bellows inledde säsongen 1997–1998 i tyska ligan där han spelade för Berlin Capitals. Han hann med att göra 15 mål och 17 assist för totalt 32 poäng på 31 matcher för Berlin-laget innan han den 21 mars 1998, knappa sex månader in på NHL-säsongen 1997–1998, skrev på som free agent för Washington Capitals. På de 11 grundseriematcher Bellows spelade för Washington innan slutspelet började gjorde han 6 mål och 3 assist. I Stanley Cup-slutspelet slog Washington i tur och ordning ut Boston Bruins, Ottawa Senators och Buffalo Sabres på sin väg till finalen, Bellows tredje final med sitt tredje lag. I finalen var dock Detroit Red Wings för svåra och Washington föll i fyra raka matcher. Bellows gjorde 6 mål och 7 assist på 21 slutspelsmatcher 1998. Ett av målen han gjorde avgjorde matchserien i första rundan mot Boston Bruins, på övertid i match sex mellan lagen.
Bellows spelade en säsong till i NHL med Washington Capitals, 1998–1999, innan han lade av som professionell ishockeyspelare. Totalt i NHL gjorde han 485 mål och 537 assist för 1022 poäng på 1188 matcher. Hans slutspelsfacit var 51 mål och 71 assist för totalt 122 poäng på 143 matcher.

## Internationellt
Brian Bellows representerade Kanada i flera internationella turneringar. Han var med och vann Canada Cup 1984 men hade då en förhållandevis undanskymd roll i laget bakom mer etablerade stjärnor som Wayne Gretzky och Mike Bossy och gjorde endast en 1 assist på 5 matcher. Bellows deltog också i tre världsmästerskap; 1987, 1989 och 1990, med ett silver från VM 1989 i Sverige som enda medaljen. Han kom också på en delad första plats i poängligan i VM 1989 efter att ha gjort 8 mål och 6 assist på 10 matcher.

## Privat
Han är far till ishockeyforwarden Kieffer Bellows som spelar inom organisationen för New York Islanders i NHL.

## Statistik

### Klubbkarriär
| 1980–81          | Kitchener Rangers       | OHL              | 66   | 49  | 67  | 116  | 23  | 16  | 14 | 13 | 27  | 13  |
|                  |                         | Memorial Cup     | –    | –   | –   | –    | –   | 5   | 6  | 0  | 6   | 4   |
| 1981–82          | Kitchener Rangers       | OHL              | 47   | 45  | 52  | 97   | 23  | 15  | 16 | 13 | 29  | 11  |
|                  |                         | Memorial Cup     | –    | –   | –   | –    | –   | 5   | 6  | 6  | 12  | 4   |
| 1982–83          | Minnesota North Stars   | NHL              | 78   | 35  | 30  | 65   | 27  | 9   | 5  | 4  | 9   | 18  |
| 1983–84          | Minnesota North Stars   | NHL              | 78   | 41  | 42  | 83   | 66  | 16  | 2  | 12 | 14  | 6   |
| 1984–85          | Minnesota North Stars   | NHL              | 78   | 26  | 36  | 62   | 72  | 9   | 2  | 4  | 6   | 9   |
| 1985–86          | Minnesota North Stars   | NHL              | 77   | 31  | 48  | 79   | 46  | 5   | 5  | 0  | 5   | 16  |
| 1986–87          | Minnesota North Stars   | NHL              | 65   | 26  | 27  | 53   | 34  | —   | —  | —  | —   | —   |
| 1987–88          | Minnesota North Stars   | NHL              | 77   | 40  | 41  | 81   | 81  | —   | —  | —  | —   | —   |
| 1988–89          | Minnesota North Stars   | NHL              | 60   | 23  | 27  | 50   | 55  | 5   | 2  | 3  | 5   | 8   |
| 1989–90          | Minnesota North Stars   | NHL              | 80   | 55  | 44  | 99   | 72  | 7   | 4  | 3  | 7   | 10  |
| 1990–91          | Minnesota North Stars   | NHL              | 80   | 35  | 40  | 75   | 43  | 23  | 10 | 19 | 29  | 30  |
| 1991–92          | Minnesota North Stars   | NHL              | 80   | 30  | 45  | 75   | 41  | 7   | 4  | 4  | 8   | 14  |
| 1992–93          | Montreal Canadiens      | NHL              | 82   | 40  | 48  | 88   | 44  | 18  | 6  | 9  | 15  | 18  |
| 1993–94          | Montreal Canadiens      | NHL              | 77   | 33  | 38  | 71   | 36  | 6   | 1  | 2  | 3   | 2   |
| 1994–95          | Montreal Canadiens      | NHL              | 41   | 8   | 8   | 16   | 8   | —   | —  | —  | —   | —   |
| 1995–96          | Tampa Bay Lightning     | NHL              | 79   | 23  | 26  | 49   | 39  | 6   | 2  | 0  | 2   | 4   |
| 1996–97          | Tampa Bay Lightning     | NHL              | 7    | 1   | 2   | 3    | 0   | –   | –  | –  | –   | –   |
| 1996–97          | Mighty Ducks of Anaheim | NHL              | 62   | 15  | 13  | 28   | 22  | 11  | 2  | 4  | 6   | 2   |
| 1997–98          | Berlin Capitals         | DEL              | 31   | 15  | 17  | 32   | 18  | —   | —  | —  | —   | —   |
| 1997–98          | Washington Capitals     | NHL              | 11   | 6   | 3   | 9    | 6   | 21  | 6  | 7  | 13  | 6   |
| 1998–99          | Washington Capitals     | NHL              | 76   | 17  | 19  | 36   | 26  | —   | —  | —  | —   | —   |
| OHA + OHL totalt | OHA + OHL totalt        | OHA + OHL totalt | 113  | 94  | 119 | 213  | 46  | 31  | 30 | 26 | 56  | 24  |
| NHL totalt       | NHL totalt              | NHL totalt       | 1188 | 485 | 537 | 1022 | 718 | 143 | 51 | 71 | 122 | 143 |

### Internationellt
| År            | Lag           | Turnering     |    | Matcher | Mål | Assist | Poäng | Utv |
| ------------- | ------------- | ------------- | -- | ------- | --- | ------ | ----- | --- |
| 1984          | Kanada        | CC            | 5  | 0       | 1   | 1      | 0     |     |
| 1987          | Kanada        | VM            | 10 | 1       | 3   | 4      | 8     |     |
| 1989          | Kanada        | VM            | 10 | 8       | 6   | 14     | 2     |     |
| 1990          | Kanada        | VM            | 8  | 3       | 6   | 9      | 8     |     |
| Senior totalt | Senior totalt | Senior totalt | 33 | 12      | 16  | 28     | 18    |     |